# Супрафасіальна реакція
Супрафасіальна реакція (рос. супраповерхностная реакция, англ. suprafacial reaction) — одна з топологічних можливостей сигматропного перегрупування.
Це реакція, в якій зміни, що полягають в утворенні чи розщепленні зв'язків, при двох центрах відбуваються з одної сторони площини молекулярного фрагмента. Коли змінна частина молекули включає два атоми, зв'язані тільки σ-зв'язками, то це мусять бути зміни, що відбуваються за участі орбіталей з однаковими фазами.
Синонім супраповерхнева реакція вважається менш вдалим, оскільки мова йде не про поверхню, а про площину, відносно якої розглядаються переміщення атомів.